# I liga polska w piłce siatkowej mężczyzn (1968/1969)
I liga polska w piłce siatkowej mężczyzn 1968/1969 – 33. edycja rozgrywek o mistrzostwo Polski w piłce siatkowej mężczyzn.

## Drużyny uczestniczące
| | I liga 1968/1969   |    |      |
| --- | ------------------ | -- | ---- |
| WAR | AZS-AWF Warszawa   | 1  | PEMK |
| NHU | Hutnik Nowa Huta   | 2  |      |
| LEG | Legia Warszawa     | 3  |      |
| WRO | Gwardia Wrocław    | 4  |      |
| OLS | AZS Olsztyn        | 5  |      |
| MIE | Stal Mielec        | 6  |      |
| KAT | GKS Katowice       | 7  |      |
| WAŁ | Chełmiec Wałbrzych | 8  |      |
| GDA | AZS Gdańsk         | 9  |      |
| ŁÓD | Anilana Łódź       | 10 |      |
| | Awans z II ligi    |    |      |
| SZC | Pogoń Szczecin     |    |      |
| ZEG | LZS Mazowsze       |    |      |
| Oznaczenia: - kolumna pierwsza – skróty nazw drużyn wpisane na mapie (jeśli ta została zamieszczona), - kolumna trzecia – miejsce zajęte przez daną drużynę w poprzednim sezonie. |                    |    |      |

## Klasyfikacja końcowa
| Miejsce | Drużyna            |
| ------- | ------------------ |
| 1.      | Legia Warszawa     |
| 2.      | Hutnik Nowa Huta   |
| 3.      | AZS-AWF Warszawa   |
| 4.      | AZS Olsztyn        |
| 5.      | Gwardia Wrocław    |
| 6.      | Stal Mielec        |
| 7.      | Anilana Łódź       |
| 8.      | GKS Katowice       |
| 9.      | Pogoń Szczecin     |
| 10.     | AZS Gdańsk         |
| 11.     | Chełmiec Wałbrzych |
| 12.     | LZS Mazowsze       |

     spadek do II ligi